# Sud

O busolă (se ține orizontal). Litera „S” reprezintă direcția „sud”

Sudul (miazăzi, austral) este una dintre cele patru direcții cardinale. Se află în partea opusă nordului, făcând un unghi drept cu estul și vestul (din punct de vedere geografic). Tot geografic, sudul este direcția către unul dintre punctele în care axa de rotație a pământului îi intersectează suprafața - polul sud geografic (aflat în Antarctica), opus polului nord. Sudul magnetic este direcția către polul sud magnetic, aflat la o distanță de ordinul sutelor de kilometri de polul sud geografic.
Atributele „austral”, „meridional” și „antarctic” se referă toate la direcția sau zona sudică (pe Pământ).

## Folosire
De obicei partea de jos a hărților reprezintă marginea sudică a zonei reprezentate.
Sudul se află la 180 de grade față de nord. Unghiul față de nord al unei direcții oarecare, luat în sens invers trigonometric, se numește azimut.
„Sudul” este un termen generic prin care este desemnat un grup de țări cu o dezvoltare economică scăzută, eventual și cu probleme politice sau cu un sistem politic nedemocratic, prin contrast cu "nordul" bogat și democratic. 

## Etimologie
Cuvântul „sud” provine din cuvântul francez „sud”. În germana veche „sund” denotă „regiunea soarelui” (în emisfera nordică soarele descrie o traiectorie aflată în partea de sud a boltei cerești).